# Shi'ar
Les Shi'ar est le nom d'une race extraterrestre de fiction évoluant dans l'univers Marvel de la maison d'édition Marvel Comics. Créés par le scénariste Chris Claremont et le dessinateur Dave Cockrum, les Shi'ar apparaissent pour la première fois dans le comic book X-Men (vol. 1) #97 en février 1976.
L'Empire Shi'ar (ou Imperium) est une vaste collection d'espèces, de cultures et de mondes extraterrestres situés à proximité des empires Skrull et Kree. Les Shi'ar sont l'un des trois principaux empires extraterrestres représentés dans l'univers Marvel, aux côtés des Kree et Skrull.

## Présentation
L'Empire Shi'ar est une monarchie avec à sa tête un Majestor ou une Majestrix. Le titre se transmet par lignage au premier enfant ou au parent le plus proche s'il n'y a pas de descendance.
D'un point de vue biologique, le peuple Shi'ar est d'origine aviaire, comme en témoignent les plumes qu'ils ont en lieu et place des cheveux et poils. Ils ont toutefois une morphologie humanoïde. Les femelles Shi'ar pondent des œufs qui sont nourris dans des chambres spéciales sur Aérié, leur planète d'origine. Les Shi'ar sont capables d'avoir des hybrides avec d'autres races comme Adam X (en) qui est le fils de D'Ken (en) et d'une humaine.
La religion Shi'ar est basée sur le mariage forcé des divinités Sharra et K'ythri. Ils ne souhaitaient pas être mariés, mais le mariage leur a permis d'être plus forts et dans cette force, ils ont trouvé l'amour. Les deux sont bénéficiaires de cette union. Cette légende a engendré le concept majeur de la politique de colonisation.
Lorsqu'ils rencontrent d'autres races, les Shi'ar les forcent à s'unir à l'Empire. Selon eux, tout le monde y gagne. L'Empire s'accroît et ces peuples gagnent en technologie, connaissances et ressources. Cependant les races conquises perdent leur liberté et sont obligées d'adapter leur culture et mode de gouvernance à ceux des Shi'ar.

## Biographie fictive

### Naissance de l'empire
Natifs de la planète Aérié, les Shi'ar ont conquis divers mondes et annexé leurs populations. Ils ont ainsi formé l'Empire Shi'ar, plus jeune que celui des Krees ou des Skrulls. Même s'ils ne font pas partie de l'espèce Shi'ar, les citoyens de l'Empire peuvent avoir des responsabilités importantes, par exemple faire partie de la Garde impériale Shi'ar qui réunit les meilleurs guerriers de l'Empire Shi'ar. En règle générale, les Shi'ar gardent les postes politiques les plus importants.

### Le règne de D'Ken Neramani
À la suite d'un régicide, l'héritière du trône Cal'Syee Neramani / Deathbird est exilée. Son frère D'Ken Neramani obtient le pouvoir et devient le nouveau Majestor. Il souhaite utiliser le pouvoir qui réside dans le Cristal de M'Krann pour prendre le contrôle de l'univers. Ayant perdu la raison, il ne se rend pas compte qu'il menace de détruire l'univers. Sa sœur cadette, Lilandra Neramani alors Amiral en Chef de la flotte impériale, tente de l'arrêter. Dans des cauchemars, le Professeur Xavier, mentor des X-Men, voit Lilandra. Elle tente d'établir un lien psychique entre eux afin de sauver l'univers. Jean Grey, avec les pouvoirs du Phoenix, sauve l'univers en pénétrant dans le cristal et en faisant un avec l'univers.

### Le premier règne de Lilandra Neramani
Lilandra Neramani devient la nouvelle Majestrix. L'impératrice tombe amoureuse de Charles Xavier. 
Après la destruction d'un soleil autour duquel gravitait une planète habitée, phœnix, qui a alors l'apparence de Jean Grey est jugé par les Shi'ar et condamné à mourir. Les X-Men combattent la garde impériale et le phœnix, sous l'influence de l'esprit de Jean Grey qu'il a utilisé pour avoir une apparence humaine, finit par se suicider.

### Le règne de Cal'Syee Neramani
Avec l'aide du Lord Samédar et des aliens Brood, Cal'Syee Neramani / Deathbird fait enlever sa sœur cadette. Les X-Men portent secours à Lilandra mais Deathbird les piège et ils sont envoyés sur le monde des Broods. Ils y demeurent captifs assez longtemps pour que la sœur ainée de Lilandra usurpe le trône. Bien que des membres de la Garde Impériale, dont Gladiator, aient des doutes, ils prêtent serment d'allégeance à leur nouvelle impératrice.
Obligée de vivre dans la clandestinité, Lilandra rejoint les Frères des étoiles et il lui faut lutter longtemps avant de remonter sur le trône.

### Le second règne de Lilandra Neramani
Le second règne de Lilandra Neramani est marqué par la guerre avec les Kree. Il s'achève lorsque l'humain Gabriel Summers / Vulcain épouse Cal'Syee Neramani et prend le pouvoir.

## Citoyens notables
Famille Neramani
- Lilandra Neramani, ancienne Majestrix
- Cal'Syee Neramani / Deathbird, la sœur aînée de Lilandra
- D'Ken Neramani, le frère de Lilandra et l'ancien Majestor[5]
- Sharra Neramani / Deathcry, la nièce de Lilandra, ancien membre des vengeurs[6]

Militaires
- Kallark / Gladiator, un Strontien, Majestor et ancien chef de la Garde[7]
- Kubark / Kid Gladiator, un Strontien, fils de Kallark, prince de l'Empire, ancien élève de la Jean Grey School for Higher Learning[8]
- Garde impériale Shi'ar[7]
- Commando de la mort Shi'ar[9]

Autres Shi'ar
- Ava'Dara Naganandini / Warbird, membre des X-Men et ancienne garde du corps de Kubark[10]
- Cerise (en), ancienne membre d'Excalibur
- Davan Shakari / Erik le rouge, agent envoyé sur Terre par D'Ken Neramani[11]
- Korvus, un descendant de Rook'Shir[12]
- K'Tor, le vice-chancelier de l'empire[13]

## Versions alternatives
Dans le comic book What If? vol.1 #27 de 1981, l'histoire présente une réalité alternative où les Shi'ar sont semblables à la continuité principale. La princesse Lilandra décide que Jean Grey, l'hôte du Phœnix, doit subir une lobotomie psychique qui l’empêche théoriquement d'utiliser les pouvoirs du Phœnix. Lorsqu'une planète de l'Empire Shi'ar est menacée par Galactus, les X-Men viennent à leur rescousse. Jean Grey retrouve ses pouvoirs du Phœnix et repousse Galactus. De retour sur Terre, elle se transforme en Dark Phénix, consume sa planète puis elle s'envole dans l'univers et détruit tout sur son passage.
En 1999, dans Team X 2000, les scénaristes Sean Ruffner, A. Smithee et le dessinateur Kevin Lau présentent une réalité alternative dans laquelle les Shi'ar sont dirigés par la Majestrix Alanna Neramani la fille de Lilandra Neramani et du professeur Charles Xavier.

## Apparitions dans d'autres médias
Dans les années 1990, les Shi'ar sont présents dans plusieurs épisodes de la série télévisée d'animation X-Men. Ils apparaissent pour la première fois dans l'épisode 3 de la saison 3 qui est le début d'une histoire sur cinq épisodes "The Phœnix Saga",. En 2012, les Shi'ar et les Skrulls sont mentionnés dans l'épisode "Live Kree or Die" de la série Avengers : L'Équipe des super-héros. Ces deux races sont décrites comme étant des ennemis de l'Empire Kree.
Dans le jeu vidéo X-Men de 1993, un virus a infecté la salle des Dangers et les X-Men doivent affronter les hologrammes créés. L'Empire Shi'ar est un niveau de jeu avec Deathbird comme boss. En 2006, dans le jeu vidéo Marvel: Ultimate Alliance, tout un niveau du jeu se déroule à l'intérieur du Talon, un vaisseau spatial Shi'ar. Lorsque les héros arrivent à ce niveau, ils sont accueillis par Corsaire qui les informe que Deathbird a détrôné Lilandra. Le Talon est sous les ordres de Deathbird et est à la poursuite du vaisseau de Lilandra. Les héros, qui ont été téléportés à l'intérieur du Talon, doivent détruire la salle des machines. Sinon, Lilandra sera capturée et ne pourra pas remonter sur le trône.